# Laverda (frazione)
Laverda (AFI: /ˈlaverda/) è una frazione suddivisa tra i Comuni di Lusiana Conco, di Salcedo e di Marostica, tutti siti in Provincia di Vicenza. I confini sono segnati dai due ruscelli che scorrono nelle valli che delimitano a nord la frazione; verso sud corrono lungo il torrente omonimo, il Làverda.

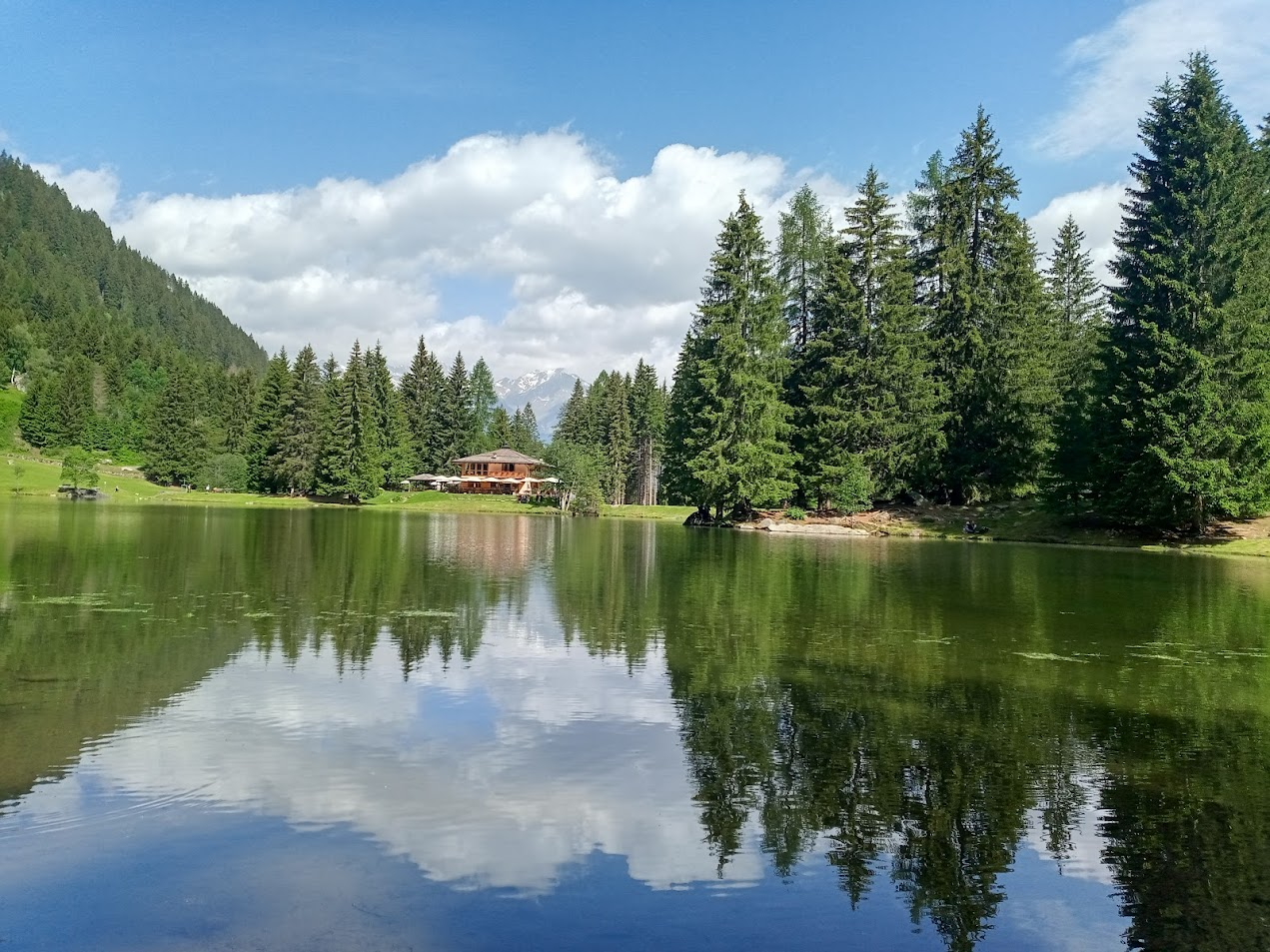
Casa di Ciospa

## Geografia fisica
Laverda è situata nella parte settentrionale della provincia di Vicenza, entro una delle vallate che scendono verso la pianura dall'Altipiano dei Sette Comuni. Oltre che essere il nome del paese, Làverda è anche il nome del torrente che si forma nel suo territorio raccogliendo le acque di due valli provenienti dalle montagne di Lusiana e di Conco. Da nord-ovest il torrente riceve la valle di Lusiana e del Ponte, da nord-est riceve quella del Grabo di Santa Caterina e del Ramestón. Il punto di confluenza delle due valli si trova subito a sud del centro del paese. Da quel punto il torrente scorre verso meridione per sette chilometri e a Mason Vicentino sbocca nella pianura.
La parte settentrionale, compresa fra la valle del Ponte e la valle del Grabo, appartiene dal 1300 circa al comune di Lusiana. Il centro del paese con la chiesa si trova subito a nord della confluenza delle valli e fa parte quindi del comune di Lusiana.
La parte situata a est della valle del Grabo e di Ramestón e poi del torrente Làverda apparteneva in gran parte fino al 1797 al comune di Molvena. Da quella data e fino al 1938 fece parte del comune di Crosara. In seguito fu aggregata al comune di Marostica al quale attualmente appartiene.
La parte situata a ovest della valle del Ponte e del torrente Làverda fece invece parte fino al 1300 circa del grosso comune medioevale di Breganze. Da quella data fino al 1455 fece parte del comune di Perlena. In seguito fu inserita nel comune di Salcedo, fatta eccezione delle contrade Coghi, Marchi, Paroli e di una parte di Campodirondo che appartennero fino al 1818 al comune di Castegnamoro e passarono con Salcedo dopo quella data.

## Storia
Troviamo citato per la prima volta il nome Làverda in un documento nel 1262 riguardante il corso del torrente allo sbocco in pianura, fra Mason Vicentino e Ponticello di Molvena. Nella parlata veneta locale il suo nome è di genere femminile, secondo l'antichissima tradizione dei Veneti: la Làverda, con la variante la Làvarda (come la Brenta e la Piave).
Il paese è identificato dalla sua parrocchia dedicata a Santa Maria Maddalena.

### Medioevo
La storia del paese comincia nel Medioevo. Fin verso il 1150 il suo territorio fu interamente coperto da un'antichissima foresta e quasi del tutto disabitato. Intorno a quella data e per oltre un secolo i grandi signori feudali padroni delle vaste distese montagnose situate a settentrione di Vicenza vollero mettere a coltura le parti migliori delle terre dell'Altipiano dei Sette Comuni, sottraendole alla foresta selvaggia. I signori feudali che agirono nella zona di Salcedo e di Lusiana furono probabilmente i Ponzi di Breganze. 
In mancanza di mano d'opera locale, fecero venire dalle montagne austriache e bavaresi boscaioli e contadini con le loro famiglie. Anche il territorio di Lusiana fu coinvolto in questa grande opera di dissodamento delle terre. Nacquero in tal modo le più antiche contrade di Laverda.
Per quanto riguarda il periodo iniziale dal 1150 al 1400 circa, non si sa nulla di esse per mancanza di documenti. Tuttavia si è ugualmente in grado di identificarle in base alla loro storia successiva: esse cominciarono ad avere un nome, prendendolo spesso da quello dei loro abitanti, soltanto dopo il 1450, quando cominciarono a nascere i primi cognomi nelle zone rurali. Fino ad allora nel mondo contadino esistevano soltanto i nomi di battesimo, con l'aggiunta di soprannomi per meglio identificare le persone. Furono questi soprannomi che un po' alla volta, soprattutto dopo il 1500, diventarono cognomi e diedero anche il nome a gran parte delle contrade. Si sa così con certezza che alla fine del Quattrocento esistevano a Laverda di Lusiana le contrade Coghi, Nichele, Salbeghi, Sasso, Ronchi.
A Laverda di Salcedo c'era la contrada Burani. Nella zona di Marostica quella chiamata allora Vinciliane, nome divenuto poi Veneziane.
Furono questi i luoghi, esclusa probabilmente la contrada Veneziane, dove i primi boscaioli austro-bavaresi costruirono a partire soprattutto dal Duecento le loro capanne fatte di pali, frasche e paglia e trasformarono lentamente la foresta selvaggia in campi, prati, vigneti. Per qualche secolo parlarono la loro antica lingua tedesca, poi un po' alla volta la perdettero. 
Ma lasciarono di quella lontana parlata bavarese qualche ricordo nel nome dei luoghi. Nella zona di Làverda di Salcedo sono ancora vivi alcuni nomi di luogo derivati dal tedesco medioevale. Fra essi ricordiamo "le Grobbe", che in cimbro significa "le buche circolari", scavate per il funzionamento delle carbonaie, "il Pantèchele", che significa "la fascia di terreno della piccola costa". Nella zona di Lusiana questi nomi di luogo erano molto più numerosi, ma sono in gran parte scomparsi durante il secolo scorso. Ricordiamo "il Boéme", parola che ricorda "l'aia dove si trebbiava il grano", "la Gàiga" che significa "luogo dove sibila il vento", la contrada "Stabile" che in origine era "Stabele" e significava probabilmente "prato con stalla lungo il monte", "il Trúnchele", "piccola sorgente d'acqua da bere".
Dal 1500 al 1600 troviamo i nomi di altre contrade, alcune molto antiche, altre sorte nel corso di quel secolo: la contrada dei Rizzoli, nome cambiato in Campanelli dopo il 1800, Bagnara, Piccoli, Perarola, Caberlotti, nome cambiato in Campagnoli verso il 1800, Sega, Gnatta, Marchi, Cogole, nome cambiato in Lupiari dopo il 1800.
Fino al 1500 il territorio di Làverda di Salcedo era in gran parte ancora coperto da boschi appartenenti soprattutto al comune di Salcedo. Il territorio di Làverda di Marostica era anch'esso in buona parte boscoso, al punto che nel 1546 veniva chiamato "il Gran bosco" e anche "il Gualdo", parola medioevale di antica origine longobarda che significava "il bosco".
Nel corso di circa due secoli, dal 1450 al 1650, le famiglie di Làverda di Lusiana acquistano questi antichi boschi, li dissodano e li trasformano in fertili campi, costruiscono nuove contrade che prendono il nome dai loro fondatori. Così accanto alle antiche contrade Coghi e Salbeghi della zona di Lusiana, sorgono e si mantengono vive fino ad oggi le contrade Coghi e Salbeghi della zona di Salcedo. In quella di Marostica l'attuale contrada Campagnoli fu chiamata fino al 1800 e oltre col nome cimbro di Caberlotti. Dopo il 1800 la contrada Cogole di Salcedo prese il nome di Lupiari.
Gli antichi abitanti di Làverda quando furono in numero sufficiente, probabilmente dopo il 1450, si costruirono la prima chiesetta dedicandola a Santa Maria Maddalena. Essa fu visitata dal vescovo di Padova nel 1488. Un secolo dopo, nel 1573, la chiesa divenne parrocchiale. Fu più volte restaurata, finché nel periodo tra il 1864 e il 1868 fu completamente ricostruita. La facciata fu completata nel 1932.

### Sotto la Serenissima
Dopo il 1494 e per quasi un secolo il paese di Làverda fu un piccolo centro divenuto abbastanza ricco in conseguenza di un avvenimento particolare: nel 1487, durante una guerra fra la Repubblica di Venezia e l'Austria, le famiglie Coghi, Nichele e Salbeghi di Làverda unirono volontariamente i loro uomini e formarono un gruppo armato che combatté con grande valore per la difesa della Repubblica. Il doge di Venezia riconoscente, con un decreto del 1494 concesse alle tre famiglie di poter esercitare il commercio senza pagare le tasse. Così in breve tempo esse si arricchirono e acquistarono molti terreni nella sottostante pianura, dove si insediarono figli e nipoti e dove ancora si trovano alcuni dei discendenti. Nel corso del Cinquecento i Coghi e i Nichele rimasti a Làverda diventarono anche conti.
Nel corso dei secoli la popolazione aumentò continuamente. Furono costruite nuove contrade. Fra esse il centro del paese, sviluppatosi lentamente intorno alla chiesa, che all'inizio sorgeva isolata. Poi Prademole, che nel 1550 era soltanto un grande prato di Màule, Nichele, Marzari, Missaggia, Martinaggia, Valpiglia, Legato, Pivotti e altre minori. Arrivarono nuove famiglie provenienti dai paesi vicini. Altre che risiedevano da secoli, come i Burani, se ne andarono.

### Lo spopolamento
Verso il 1900 i cognomi più numerosi del paese erano Azzolin, Bonato, Campagnolo, Cogo,  Crestani, Dal Bosco, Dal Sasso, Dalle Nogare (successivamente emigrati tutti in America), Franco, Gnatta, Marchi, Maroso, Martinaggia, Nichele, Pivotto, Rizzolo, Rossi, Viero, Xausa, Zanin. 
L'emigrazione in Europa e in America durante gli ultimi decenni dell'Ottocento e i primi decenni del Novecento spopolò il paese: essa fu provocata soprattutto, anche se non esclusivamente, da una generale e gravissima crisi dell'economia agricola, divenuta non più competitiva per l'enorme crollo dei prezzi. Tuttavia, nonostante il grande esodo, la parrocchia contava nel 1900 mille abitanti, mentre nel 1901 la contrada del Sasso, ridotta oggi ad alcune famiglie, festeggiava la nascita del centesimo abitante.
Le terribili guerre del 1915-1918 e del 1940-1945 riempirono di lutti il paese e ne fa ancor oggi testimonianza il lungo elenco di morti impresso nel marmo del monumento ai caduti. Al termine della seconda guerra mondiale le disastrose condizioni economiche determinarono una nuova impressionante ondata migratoria: molte famiglie se ne andarono per sempre dal paese, soprattutto in Belgio e in Australia.
Dopo il 1955 il grande sviluppo industriale della vicina pianura vicentina accelerò lo spopolamento: i campi furono abbandonati, con il bosco che oggi ne ha preso possesso.